# Dick Keith
Dick Keith (15 de maio de 1933 - 28 de fevereiro de 1967) foi um futebolista norte-irlandês que atuava como zagueiro.

## Carreira
Keith competiu na Copa do Mundo FIFA de 1958, sediada na Suécia, na qual a sua seleção terminou na sétima colocação dentre os 16 participantes.